# El Pacífico Oriental
El Pacífico Oriental fue un periódico impreso en la Provincia Oriental y sacó a luz su primer número el 22 de diciembre de 1821 y el último el 4 de julio de 1822. Contó con un total de veintisiete números, un suplemento y dos publicaciones en folio. La primera de ellas fue un comunicado y la contestación del editor y la segunda fue una despedida.   

## Orígenes
El periódico surge en pleno período de Invasión luso-brasileña y luego de la Ley de Imprenta del 12 de julio de 1821 de las Provincias Cisplatinas, que dio lugar a variadas publicaciones, desde volantes hasta periódicos. Esto propició un clima para el debate de ideas y críticas políticas, en el cual El Pacífico Oriental hizo sentir su voz.
El Pacífico Oriental fue impreso en la Imprenta de Pérez, dirigida por Francisco de Paula Pérez. Este era un hombre culto, doctorado en Teología, con fuertes convicciones sobre el papel preponderante de la prensa en la sociedad.
Como recoge Álvarez Ferretjans de las propias palabras de Paula Pérez, la intención principal era “contribuir a la propagación de la libertad, tan natural y tan necesaria, para dulcificar los inmensos males que nos persiguen”.

## Estilo y tópicos
El periódico se mostró favorable a la creencia de que la presencia lusitana podría ayudar a disolver conflictos bélicos que acaecían desde 1811. Expresaba su apoyo y confianza en que un régimen monárquico constitucionalista resultaría en el bienestar y la libertad de los individuos. Era contrario a las ideas independentistas que expresarían luego otros periódicos como El Pampero, La Aurora, El Aguacero y El Ciudadano.
Con una fuerte impronta propia de la Ilustración, el redactor apoyaba la razón, la imparcialidad, el respeto a las leyes y la verdad como pilares fundamentales en el quehacer del redactor. Se trató de una prensa conciliatoria, más intelectualizada que combativa, que intentaría “despertar” el interés de los ciudadanos por asuntos políticos, al tiempo que defendía la postura de los portugueses. 
Más allá de su macro-visión política y de sus reflexiones de carácter intelectual, el periódico también incluía asuntos de la vida cotidiana que concernían a la instrucción y la cultura. Así, por ejemplo, celebró el establecimiento de una escuela, o se ocupó de escribir sobre conflictos entre gremios de panaderos y labradores.

## Recepción
El periódico suscitó fuertes críticas del sector contrario a la presencia lusitana en la Provincia, llegando a tomarse medidas contra su redactor. De hecho, generó un conflicto que terminó en el exilio de Paula Pérez y el cese de la publicación del periódico en julio de 1822. 
El acontecimiento, recogido por Antonio Zinny fue el siguiente: 
“El coronel don Manuel Carneiro, recién llegado de Río Grande, atacó al señor Pérez con el designio, según se dijo entonces, de matarlo, el 20 de junio á las once del día, en la tienda de don Luis Gonzalves Guimaraens”
Luego de esto un grupo de militares portugueses realizaron algunas gestiones para garantizar que un hecho así no volviese a ocurrir. Estas no dieron fruto ya que luego de dos publicaciones más (el 27 y 28 de junio de 1822) de Paula Pérez fue perseguido por autoridades militares, refugiado en la Ciudadela (actual Ciudad Vieja) y más tarde, encontrado y privado de libertad por doce días. Posteriormente consiguió un pasaporte y abandonó Montevideo. 

## Acceso al material
En el sitio Anáforas se puede acceder a quince de los veintisiete números publicados de El Pacífico Oriental.